# Ермольчик, Киприан Трофимович
Киприа́н Трофи́мович Ермо́льчик (1871 — до июня 1941) — член III Государственной думы от Минской губернии, крестьянин.

## Биография
Православный, крестьянин деревни Мокиш Микуловской волости Речицкого уезда.
Окончил двухклассную церковно-приходскую школу. Занимался земледелием (3 десятины надельной земли). До избрания в Думу в течение 15 лет был учителем в школе грамотности.
В 1907 году был избран в члены III Государственной думы от Минской губернии съездом уполномоченных от волостей. Входил во фракцию умеренно-правых, с 3-й сессии — в русскую национальную фракцию. Состоял членом комиссии по судебным реформам.
Умер до июня 1941 года. Был женат, имел троих детей.